# Kabat (Przyłubie)
Kabat – przysiółek wsi Przyłubie w Polsce, położony w województwie kujawsko-pomorskim, w powiecie bydgoskim, w gminie Solec Kujawski.
W latach 1975–1998 przysiółek położony był w województwie bydgoskim.
Kabat to także znajdująca się w pobliżu część miasta Solec Kujawski.